# Вікіпедія мовою тулу
Вікіпедія мовою тулу — розділ Вікіпедії мовою тулу. Створена у 2016 році. Вікіпедія мовою тулу станом на 25 березня 2025 року містить 2698 статей, 7423 зареєстрованих користувачів, 34 активних дописувачів, 3 адміністраторів
. Загальна кількість сторінок у Вікіпедії мовою тулу — 14 972, редагувань — 163 084, завантажених файлів — 13
. Глибина (рівень розвитку мовного розділу) Вікіпедії мовою тулу велика і становить 225.4 пунктів
. 

## Історія
- 4 серпня 2016 року — створення Вікіпедії мовою тулу (перенесена з Вікіінкубатора разом з понад 500 статтями)[3].